# Somerset (Texas)
Somerset é uma cidade localizada no estado norte-americano do Texas, no Condado de Bexar.

## Demografia
Segundo o censo norte-americano de 2000, a sua população era de 1550 habitantes.
Em 2006, foi estimada uma população de 1796, um aumento de 246 (15.9%).

## Geografia
De acordo com o United States Census Bureau tem uma área de 5,2 km², dos quais 5,2 km² cobertos por terra e 0,0 km² cobertos por água. Somerset localiza-se a aproximadamente 200 m acima do nível do mar.

## Localidades na vizinhança
O diagrama seguinte representa as localidades num raio de 24 km ao redor de Somerset.